# Stigand
Stigand (? – 1072. február 22.) angol egyházi személy volt a normann hódítás előtti időszakban. 1020-ban már királyi káplán és tanácsadó volt. 1043-ban nevezték ki Elmham püspökévé. Ezután Winchester püspöke és Canterbury érseke lett. Stigand az angolszász és normann angol királyok közül többnek is a tanácsadója volt. Ezalatt hat királynak segített döntéseik meghozatalában. Több pápa is kiközösítette, mivel egyszerre több posztot, Winchester püspökének és Canterbury érsekének a székét is elfoglalta. 1070-ben véglegesen megfosztották hivatalától, és ingatlanjait valamint személyes vagyonát I. Vilmos elkobozta. Stigandot Winchesterben börtönözték be, és itt is halt meg szabadsága visszanyerése nélkül.
Stigand volt Kanut káplánja az 1020-ban újonnan megalapított Ashingdonban. Ekkor és ezt követően is királyi tanácsadó volt Kanut fiainak, Nyúllábú Haraldnak és Hardeknutnak uralkodása idején. Mikor Hardeknutot Kanut mostohafia, Hitvalló Eduárd követte a trónon, a fennmaradt jelek szerint Stigand lett Anglia ügyintézője. A kor kolostori írói szerint Stigand kizsarolta az egyháztól annak földjeit és pénzét. 1066-ban már csak a király, Harold Godwinson volt, akinek a nevében kezelték a királyi ingatlanokat.
1043-ban Eduárd kinevezte Stigandot Elmham püspökségének az élére. Négy évvel később, 1047-ben a winchesteri székbe, 1052-ben pedig a canterburyi érseki székbe nevezte ki, és ez utóbbit a winchesteri hivatalával együtt látta el. Mivel Stigand egyszerre viselte ezeket a hivatalokat, öt egymást követő pápa is – többek között II. Sándor és II. Miklós – kiközösítette. Az érsek jelen volt Eduárd király halálos ágyánál és Harold Godwinson 1066-os koronázásán is. Harold halálát követően Stigand behódolt Hódító Vilmos angol királynak. 1066. december 25-én Aldred, York püspöke koronázta meg Anglia királyát, mert Stigand a kiátkozása miatt csak segédkezhetett a szertartáson.
Annak ellenére, hogy egyre inkább növekedett a letételét kívánók tábora, Stigand továbbra is a királyi udvarnál maradt. 1070-ben pápai küldöttek váltották le posztjain, majd börtönbe zárták. A pápaság iránti hajthatatlanságát propagandaként használták annak a nézetnek a normann szószólói, akik szerint az angol egyház fejletlen és reformra szorul.

## Fiatalkora
Stigand születésének sem helye, sem ideje nem ismert. Kelet-Angliában, talán Norwichben, talán jómódú család gyermekeként született. A család felmenői között angol és skandináv ősök is voltak. Ez abból is látszik, hogy Stigandnak északias, fiútestvérének pedig angolos neve volt. Testvére, Æthelmaer – aki szintén egyházi személyiség volt – Elmham érseki székében követte. Lánytestvérének Norwichban voltak birtokai, de utónevét sehol sem jegyezték fel.
Stigand 1020-ban szerepel először a történelmi feljegyzésekben, mikor az 1016 és 1035 között uralkodó Kanut királyi káplánná nevezte ki. Ugyanebben az évben nevezték ki Kanut ashingdoni vagy asanduni templomának az élére is. Ezt a templomot II. Wulfstan reformszellemű püspök szentelte fel. Kevés adat maradt fenn Stigand életéről Kanut uralkodásának idején. Tanúként több királyi chartát is aláírt, ami arra utal, hogy fontos embernek számított az udvarnál. A király halála után Stigand megszakítás nélkül szolgált tovább. Először az 1035. és 1040. között uralkodó Nyúllábú Haraldot majd az 1040. és 1042. között trónon lévő Hardeknutot segítette tanácsaival. Hardeknut halálakor Stigand Normandiai Emma tanácsadója lett. Ő Kanut özvegye, Hardeknutnak és utódjának, Hitvalló Eduárdnak az anyja volt. Az is lehetséges, hogy Stigand már Kanut életében is Emma tanácsadója volt, és Emma befolyására lett Ashingdon vezetője. Mivel keveset lehet tudni Stigandnak a püspökké szentelése előtti tevékenységéről, nehéz eldönteni, kinek köszönheti pozícióját.

## Elmham és Winchester püspöke
Röviddel Hitvalló Eduárd 1043. április 3-i koronázását követően, talán Emma tanácsára, kinevezték az elmhami egyházmegye élére. Ez volt az Eduárd uralkodása alatt történt első egyházi kinevezés. Az egyházmegye East Angliát, Anglia keleti részét foglalta magába. Ez volt az egyik legszegényebb egyházmegye. 1043-ban püspökké szentelték, azonban Eduárd még ugyanebben az évben lemondatta tisztségéről, vagyonától pedig megfosztotta. A következő évben aztán visszahelyezte hivatalába. A lemondatás indokai nem ismertek, azonban valószínűleg kapcsolatban állt az idős és gazdag Emmának a hatalomból való távozásával. Egyes – egy évszázaddal később lejegyzett – pletykák szerint Emmának és Stigandnak viszonya volt, és később ez az állítólagos kapcsolat lett mindkettőjük bukásának az oka. Egy másik forrás azt állítja, hogy Emma az ország megszállásának előkészítése miatt meghívta férje egyik riválisát, I. Magnus norvég királyt, aki szintén meg akarta szerezni az angol trónt, és támogatására felajánlotta teljes személyes vagyonát. Többen arra gyanakodnak, hogy Stigand sürgetésére kérte Emma Magnus támogatását, és e vélemények szerint ennek köszönheti elmozdítását. Emma és Stigand bukásában olyan tényezők is közrejátszhattak, mint az Emma gazdagsága és politikai befolyása iránt érzett ellenszenv, de az is, hogy személyét összekapcsolták a népszerűtlen Hardeknuttal.
Az, hogy 1046-ban már Hitvalló Eduárd chartáinak egyik tanúja lett, arra utal, hogy egyre inkább elnyerte a királyi udvar bizalmát. 1047-ben áthelyezték a Winchesteri egyházkerületbe,, de 1052-ig ennek ellenére Elmhamban maradt. Lehet, hogy a támogatást Wesexi Godwinnak, Eduárd mostohaapjának köszönhette, de ezt több történész vitatja. Emmának szintén befolyása volt a kinevezésre, most már Eduárd bizalmának visszaszerzését követően visszaköltözött Winchesterbe. Az nem bizonyos, hogy Godwin is vele tartott-e. Winchesteri püspökké történt kinevezését követően Eduárd összes, 1047 és 1052 közötti fennmaradt chartájának ő volt a tanúja.
Frank Barlowhoz és Emma Masonhoz hasonlóan több történész is azt állítja, hogy Stigand Godwin bárót támogatta az 1051-1052-ben közte és Hitvalló Eduárd közötti vitában. Mások – például Ian Walker – szerint pártatlan volt. Stigand akár támogatta Godwint, akár nem, az bizonyos, hogy nem követte a bárót száműzetésébe. A vita egy háború miatt robbant ki a király féltestvére, II. Eustace és a doveri lakosok között. A király megparancsolta Godwinnak, hogy büntesse meg a várost, azonban a gróf ezt megtagadta. Eduárd további tevékenysége aláásta Godwin pozícióját, aki ezt követően családjával együtt elmenekült Angliából. A gróf 1052-ben tekintélyes létszámú felfegyverzett hadsereggel tért vissza, de végül békés körülmények között sikerült megállapodnia a királlyal. Több középkori forrás állítja azt, hogy Stigand részt vett azokon a megbeszéléseken, amelyek végül a király és a gróf között felmerült viszály békés megoldásához vezettek. Az Angolszász Krónika Stigandot a tárgyalások alatt is a király káplánjának és tanácsadójának nevezi.

## Canterbury érseke

### Canterburyi kinevezése és összetűzése a pápasággal
A Canterburyi Érsekség Eduárd és Godwin viszályának is a részévé vált. IX. Leó pápa elindította a Gregoriánus reformokat megalkotó reformbizottságot. Leó először a papság megerősítésére és a szimónia megtiltására koncentrált. Utóbbi a papi és egyházi tisztségek adásvételét foglalja magába. 1049-ben IX. Leó hivatalosan, a közvélemény előtt is kijelentette, hogy többet kíván foglalkozni az angol egyház ügyeivel, és jobban meg fogja vizsgálni kinevezésük előtt az egyházi pozícióra jelölteket. Mikor Edsige érsek 1051-ben meghalt, a székesegyház szerzetesei Æthelricet, Godwin báró egyik rokonát választották meg érseknek. Eduárd király ellenezte a választást, és rögtön kinevezte Jumièges-i Róbertet, aki normann származású volt és betöltötte London püspökének a hivatalát. Az Eduárd és Godwin között továbbra is folytatódó viaskodás mellett a találkozó annak a jele is volt, hogy az angol király akaratának is gátat szabhat valami, kompromisszumra kell törekedni az egyházzal az őt érintő reformok tekintetében.
Bár kinevezése előtt nem volt köztudott, hogy Róbert reformpárti lenne, miután 1051-ben visszatért Rómából – ahova a pápai áldásért zarándokolt el – azért ellenezte a király londoni püspökjelöltjét, mivel véleménye szerint a kardinális nem volt alkalmas a posztra. Mikor Godwin 1052-ben visszatért Angliába, Róbertet törvényen kívül helyezték és száműzték. Eduárd király ezt követően jelölte Stigandot érseknek. A kinevezés lehetett Godwin ajándéka, amiért az Eduárd és Róbert között folyó konfliktusban őt támogatta, de lehetett Eduárd király ajándéka is, mivel az ő segítségével létrejött megállapodással tudták lezárni az 1052-es konfliktust. Stigand volt az első olyan, nem szerzetesi előéletű ember, akit Dunstan (959 és 988 között érsek) óta egy angol érsekség élére kineveztek.
Mivel Róbert még életben volt, és a posztjától nem a pápa fosztotta meg, Stigandot a pápa nem ismerte el. Jumièges-i Róbert hatására IX. Leó Rómába idézte Stigandot. Mivel erre ő nem válaszolt, kiátkozták. Nicholas Brooks történész azon a véleményen van, hogy ekkor még nem átkozták ki Stigandot, hanem felszólították, hogy tartózkodjék az érseki hatalom gyakorlásától, mint például a püspökök felszentelésétől. Azzal érvelt, hogy mikor a pápai legátusok 1062-ben összegyűltek, azon Stigand is részt vett. Ezt kiátkozását követően nem tehette volna meg. A legátusok azonban nem változtatták meg Stigand helyzetét, bár az egyik legátus 1079-ben segített Stigand eltávolításában. Mindezek ellenére mind IX. Leó, mind követői – II. Viktor és X. István – is Róbertet tekintették törvényes érseknek.

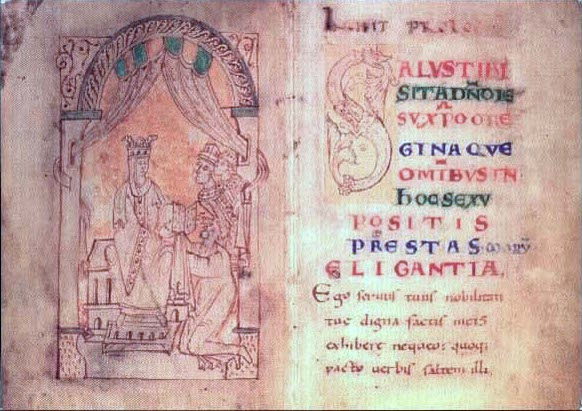
Normandiai Emma gyermekei – Hardeknut és Hitvalló Eduárd – társaságában ül (az Encomium Emmae 1042 körül kézzel készített másolata)

Stigand nem utazott Rómába, hogy a pápától palliumot kapjon, amely egy a nyak köré tekert stólaszerű gyapjúszalag, mely az érsek függetlenségét és a pápához való hűségét jelképezi. A palliumért történő Rómába utazás a VI. század óta előírás az érsekeknek, ezt elődei meg is tették. Ehelyett több középkori krónika szerint Róbert palliumát használta. Nincs tudomásunk arról, hogy kinevezését követően az előírt három hónapon belül a pápához folyamodott volna ezért a jelvényért. Talán tudta, hogy a reformidőszak alatt a kérése sikertelen lenne. 1058-ban attól a X. Benedek ellenpápától kapott palliumot, aki maga ellenezte a reformokat. A reformpárti Benedeket a következő évben ellenpápává nyilvánították, eltávolították, és összes rendelkezését semmissé nyilvánították. Ezek között volt a palliumadományozás is. Nem ismertek pontosan a körülmények, melyek között Benedek palliumot adott. Nem lehet tudni, hogy a palliumot Stigand kérésére vagy anélkül adta ki.
Miután elfoglalta canterburyi helyét, elmhami pozícióját testvérének, Æthelmaernek adta át, de megtartotta winchesteri püspöki tisztségét. Canterbury és Winchester volt Anglia két leggazdagabb egyházmegyéje, és míg arra már volt példa, hogy egy ember egyszerre vezessen egy szegény és egy gazdag egyházmegyét, addig két gazdag területnek az egy kézben tartására még nem volt példa. Vagy fukarságból tartotta meg winchesteri pozícióját, vagy azért, mert nem érezte biztosnak canterburyi helyét. Ezek mellett ő volt Glouchester és Ely apátja, és talán még kisebb apátságokat is irányított. Akármi is volt a háttérben megbújó indok, úgy, hogy Stigandé volt Canterbury mellett Winchester is, egyszerre több benefíciumot is birtokolt. Ez volt az a gyakorlat, amelyet az egyház berkein belül egyre növekvő reformmozgalom meg akart tiltani. Mivel egyszerre volt Winchester és Canterbury vezetője, Stigandot öt egymást követő pápa (IX. Leó, II. Viktor, X. István, II. Miklós és II. Sándor) is kiátkozta. Emma Mason történész szerint Eduárd azért utasította vissza Stigand elmozdítását, mert ez beleszólt volna abba a királyi előjogba, hogy saját maga nevezheti ki és hívhatja vissza Anglia püspökeit és érsekeit. A Stigand pozíciójának meggyengítése érdekében tett következő pápai lépés az volt, hogy a pápa beleegyezése nélkül fenntartott több pozíciót II. Miklós 1061-ben elfogadhatatlanná nyilvánította.
Stigandot a későbbi vallási krónikák szimóniával vádolták, azonban mivel ezek mind az 1066-os elfoglalást követően keletkeztek, lehet, hogy csupán azért hozták fel, hogy megfeleljenek az akkori Angol Egyház azon kívánságának, hogy a régebbi rendszert korrupcióval sározza be. Poitiers-i Vilmos középkori krónikás ezeken felül azt is állította, hogy Stigand 1052-ben megállapodott Normandiai Vilmossal, a későbbi I. Vilmossal, hogy Vilmos fog Eduárd helyébe lépni. A megszállást követően ezt a tényt propagandaként használták fel, de több történésszel együtt David Bates is megjegyzi, hogy ennek megtörténte valószínűtlen. Azt a magas posztot, amelyet Stigand az egyházon belül betöltött, a normannok propagandájukban jó ügyért kiállónak szokták feltüntetni.

### Egyházi viszályok
A yorki főegyházmegyének előnyére vált a Stigand és a pápa között kialakult nézeteltérés, és előnyt kovácsolt magának a segédpüspökök és azok körében, kiknek engedelmeseknek kellett volna lenniük Canterburyhez. Yorknak és Worcesternek hosszú ideig ugyanaz az ember volt az irányítója, de Stigand kiátkozásával egyidejűleg York bejelentette igényét, hogy innen irányítsák Lichfield és Dorchester egyházmegyéit is. 1062-ben II. Sándor pápai küldöttei megérkeztek Angliába. Nem távolították el Stigandot pozíciójából, sőt érsekként még egyezséget is kötöttek vele. Megengedték neki, hogy megtartsa betöltött tisztségeit, ő pedig aktívan segítette a pápai legátusok munkáját.
Országszerte több püspök ellenezte, hogy Stigand szentelje fel. Gisa és Lotaringiai Walter 1061-ben Rómába utaztak, hogy őket személyesen a pápa szentelje fel. Azonban az alatt a rövid idő alatt, amíg érvényes palliummal rendelkezett, Stigand felszentelte II. Æthelricet és Siwardot. A kolostorok apátjai érseki ideje alatt mindvégig Stigand elé járultak, hogy fel legyenek szentelve, közöttük azonban nem csak a saját egyházmegyéjének kolostoraiból származók voltak – mint például a Canterburyi Szent Ágoston Apátság apátja, Æthelsige –, hanem a Bury St. Edmunds Apátsághoz tartozó Baldwin és ely-i Thurstan is. A normann megszállást követően Stigandot azzal vádolták, hogy pénzért adta az apáti tisztet, de mivel senkire nem tudták rábizonyítani, hogy fizetett volna a pozícióért, a vádat ejtették.
Stigand talán korszakának legbőkezűbb adományozója volt, mikor birtokainak addig soha nem látott részét adományozta egyházi intézményeknek. Nincs arra utaló jel, hogy ilyen régi kereszt fennmaradt volna úgy, hogy mellette áll az egyik oldalon Szűz Mária és János. Nagy, festett keresztek maradtak fenn, ezekre példa a 980 körül készült német Gero kereszt és a Volto Santo of Lucca (egy későbbi alakkal később felújítva). Ezek kelthették fel Bury püspökének, Leofstannak az érdeklődését (1065), s ezek hatására készíttetett egy hasonló alkotást, amit fémmel borítottak. Az ötletet Rómába történt látogatásakor meríthette. Az ely-i apátság jótevője is volt, és nagy arany- vagy ezüstkeresztet adományozott a canterburyi Szent Ágoston-apátságnak, a Bury St. Edmunds-i apátságnak és a winchesteri székesegyháznak. A monoistorok történelmi feljegyzései szerint Stigand Ely, Bury és Winchester egyházi szervezeteinek Krisztus életnagyságú szobrait adományozta, s mellette általában ott állt Szűz Mária és János evangélista is. Ezek általában fából készült, precíz fémbevonattal takart szobrpk voltak. Elybe arany- és ezüsteszközöket adott az oltárra, s ezen kívül aranyírással díszített miseruhát is biztosított az itteniek részére.. Bár sehol nem említik, hogy Stigand valaha is elutazott volna Rómába, vannak jelek, amelyek arra utalnak, hogy egyszer részt vett egy zarándokúton. A XII. századi, Szent Willibrord életéről szóló, a luxemburgi Echternach apátságban lévő írás a következőket jegyezte fel: „Ide is eljött Stigand, az angolok példamutató érseke”. Stigand a feljegyzések szerint gazdagon megajándékozta az apátságot, és szent relikviákat is hagyott nekik.

### A király tanácsadója
Eduárd uralkodása alatt Stigand az udvar egyik befolyásos tanácsadója volt, és ezt a pozícióját a saját, a családja és a barátai meggazdagodására használta fel. A kezelése alatt lévő földek korabeli értékéről az Eduárd halála környékén készített Domesday Book feljegyzései alapján olyan információk maradtak fenn, melyek szerint az itteni éves bevétel 2500 font volt. Azonban nagyon kevés bizonyíték utal arra, hogy akár Canteburynek, akár Winchesternek a gazdagodását elősegítette volna. 1058-ban ismerősei közül többeket az egyházmegyéjén belül lévő érsekségek élére nevezett ki. Így lett Siward Rochester püspöke, II. Æthelric pedig Selsey püspöke lett. Amellett, hogy két püspökséget vezetett, és embereit kinevezte Délkelet-Anglia más püspökségeire is, Stigand fontos szerepet játszott a déli partvidéknek a betolakodók elleni védelmében is.
Elképzelhető, hogy Stigandot a királyi közigazgatás megfigyelte. Lehet, hogy az is közrejátszott, hogy Száműzött Eduárdot és Edmund testvérét 1052-ben eltávolítsák a trón közeléből, így akartak Eduárd királynak egy jobban tetsző utódot találni, és az ő helyét bebiztosítani. Tíz megyében voltak földbirtokai, néhány helyen ezek mérete meghaladta a király birtokában lévőkét. Bár a normann propaganda azt állította, hogy Eduárd király már 1051–1052 körül Vilmos hercegnek, a későbbi Hódító Vilmosnak ígérte Anglia trónját, a nem normann forrásokban nem lelhetők fel ilyen ígéret nyomai. Talán 1053-ra Eduárd tudatára ébredt annak, hogy akkori házasságából nem születhet fia, így ekkor tanácsnokaival együtt elkezdett trónörökös után nézni. Száműzött Eduárd Vasbordájú Edmund fia volt. Őt 1017-ben, apja halála után száműzték az országból, Magyarországra menekült. Bár Worcester püspöke, Aldred, ekkor a kontinensen tartózkodott, hogy felkutassa Eduárdot, Harold Godwinson király életrajzírója, Ian Walker azt állítja, hogy Godwinson végig úgy érezte, Stigand áll a dolgok hátterében. Bár a végén Eduárd visszatért Angliába, hazatértét követően nem sokkal meghalt, és csak a kis Eduárd, a későbbi Száműzött Eduárd maradt hátra.

## Utolsó évei és értékelése

### A normann hódítás
Eduárd király halálos ágyán a koronát Godwin báró fiára, saját sógorára, Harold Godwinsonra hagyta. Stigand részt vett Eduárd temetésén. A normann írók azt állítják, hogy 1066 januárjában Haroldot Stigand koronázta meg. Ezt a legtöbben propagandának tekintik, mivel Vilmosnak érdekében állt, hogy Haroldról olyan kép alakuljon ki, mint akit nem felszentelt ember koronázott meg. Ha Haroldot nem az előírásoknak megfelelően koronázták meg, akkor Vilmos jogosan követeli birtokait, és ebben az esetben nem egy törvényesen beiktatott királyt foszt meg trónjától. Bár a bayeux-i faliszőnyeg ábrázolása szerint Stigand jelen volt Harald koronázásán, de nem ő tette a király fejére a koronát. Az angol források szerint Aldred, York érseke koronázta meg a királyt, míg a normann források szerint ezt Stigand tette. A legfrissebb történeti kutatások arra utalnak, hogy a ceremóniát Aldred vezette. Azonban ezzel ellentétben Pauline Stafford úgy véli, mindketten felszentelhették Haroldot. Egy másik történész, Frank Barlow 1979-es írása szerint az a tény, hogy több angol forrás nem említi meg a felszentelő nevét, Stigand javára billenti a mérleget.
Stigand támogatta Haroldot és jelen volt Hitvalló Eduárd halálos ágyánál is. Stigand ellentmondásos viselkedése is közrejátszhatott abban, hogy II. Sándor támogatta Hódító Vilmost Anglia meghódításában. Hildebrand főesperes, a későbbi VII. Gergely pápa által vezetett reformerek ellenezték a püspökségek régi formáját, melyek vezetői gazdagok, és akiket a hatalmon lévők neveztek ki.
Harold halálát követően a Hastingsi csatában Stigand Edwin és Morcar grófokat, valamint York érsekét, Alderedet támogatta, hogy Edgar kerüljön trónra. Ez az ötlet nem bizonyult gyümölcsözőnek, mivel az északi grófok és több püspök is ellenezte. Stigand 1066 decemberének elején, Wallingfordnál ismerte el vereségét Hódító Vilmossal szemben, akiknek a karácsony eső napján tartott koronázásában segített, de a koronázás egészét Aldred bonyolította le. Vilmos Stigandot 1067-ben magával vitte Normandiába, de az, hogy ennek oka az lett volna az oka, hogy Vilmos nem bízott meg az érsekben, erről nem maradtak fenn források. Stigand jelen volt Vilmos feleségének, Matilda 1068-as koronázásán is, bár a szertartást itt is Aldred vezette le.

### Hivatalvesztése és halála

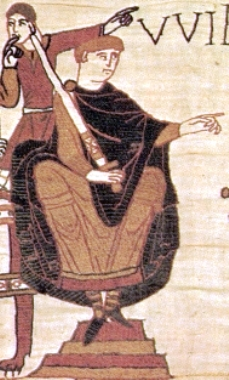
I. Vilmos a bayeux-i faliszőnyegen, először elfogadta, hogy Stigand megtartsa posztját, később azonban megengedte a pápai legátusnak, hogy eltávolítsa onnan.

Az első, 1067-es felkelést követően Vilmos megpróbált békét teremteni az egyházon belül. Stigandnak a bíróságban biztosított helyet, míg York érsekének, Aldrednek és Evesham apátjának, Aethelwignek közigazgatási tisztséget adományozott. Stigand számos, 1069-ig kiadott királyi szabadságlevélen szerepel, és mellette mind angol, mind pedig normann előkelőségek feltűnnek az iratokon. 1067-ben szintén ő szentelte fel Lincoln érsekének Remigius de Fécamp-t. Mikor a felkelés esélye elmúlt, Vilmosnak már nem volt szüksége Stigandra. Egy 1070 húsvétján Winchesterben tartott bírósági tárgyalás alkalmával a püspök III. Sándor legátusaival is találkozott. 1070. április 11-én Ermenfird sioni püspök eltávolíttatta Stigandot, és Winchesterben bebörtönözték. Testvérét, Elmham püspökét, Aethelmaert is eltávolították. Röviddel ezután Aethelric Selsey-i püspököt, Ethelwin durhami püspököt és a házas Leofwin lichfieldi püspököt is eltávolították egy Winchesterben tartott gyűlésen. Három indokot mondtak Stigand eltávolítására: nem csak hogy egyszerre vezette Canterburyt és Winchestert, hanem miután Jumièges-i Róbert elhajózott, az ő hátrahagyott palliumát használta, majd a saját palliumát is egy ellenpápától, X. Benedektől kapta. Több forrás is azt állítja, hogy Stigand az őt kizáró testület előtt fellebbezést nyújtott be, de semmi nem utal arra, hogy akármit is elért volna. A testvére ellen hozott ítéletnek nincs nyoma, ami arra enged következtetni, hogy elítélésének nagyrészt politikai okai voltak. Az év elején, tavasszal letétbe helyezte összes vagyonát az Ely apátságban, hogy ott biztonságban legyenek, de Vilmos király Stigand elítélése után ingatlanjaival együtt ezeket is elkobozta. Vilmos király új érsekké az itáliai származású normandiai apátot és tudóst, Lanfranc-t nevezte ki.
Úgy tűnik, Stigand elmozdításának kezdeményezési jogát meghagyta a pápának, és semmit nem tett semmit annak érdekében, hogy a pápai legátus Angliába érkezéséig megakadályozza Stigand tevékenységét. A küldöttnek az érsek eltávolítása és az angol egyház megreformálása volt a feladata. Amellett, hogy a királyi charták tanúja volt, és felszentelte Remigiust, Stigand még a királyi tanács tagja is lehetett, így szabadon mozoghatott az ország területén. Azonban a legátus megérkezését követően Vilmos semmilyen módon nem védte meg Stigandot attól, hogy elfogják. Később az érsek rosszhiszeműséggel vádolta a királyt. Stigand meg lehetett lepve, hogy a legátus el akarja távolítani őt posztjáról. Valószínűleg Aldred 1069-ben bekövetkezett halála miatt küldte a pápa a legátust, mivel csak egy illegitim érsek maradt Angliában, aki nem szentelhetett püspököket. George Garnett történész párhuzamot vont Harold királynak a Domesday Bookban leírt ügye – melynek következtében lényegében lekerült a trónról – és a Stigandot az eltávolítását követően ért sérelmek között.
Stigand 1072–ben, fogságban halt meg, ami február 21-én vagy 22-én történhetett. Eltávolítása után Eduárd király özvegye, Harold király testvére, Wessexi Edit meglátogatta börtönében, és állítólag azt mondta neki, hogy jobban vigyázzon magára. A westminsteri Old Minsterben temették el.
Eduárd király halálakor csak a királynak és Haroldnak volt Stigandénál nagyobb birtoka és vagyona. A középkori írók elítélték kapzsisága és egyházi álláshalmozása miatt. Hugh the Chanter középkori krónikás azt állította, hogy Stigand elkobzott vagyona segített Vilmos királynak a trónon maradni. Egy mostanában a vagyonáról és ennek megszerzésének módjáról készített friss tanulmány szerint, míg egyes területeit kizsákmányolással szerezte meg, addig a többihez örökség vagy királyi kegy útján jutott hozzá. Ugyanez a tanulmány azonban kevés jelét mutatja annak, hogy megkárosította volna az egyház birtokait, azonban a szerzetesrendekkel kapcsolatban mindez nem mondható el. Az egykorú feljegyzésekben semmi sem utal magánéletére, és azok a vádak, melyek szerint szentségárulást követett el, vagy hogy írástudatlan lett volna, csak az 1100-as években készült iratokban lehet először olvasni.
Bár a normann megszállást követően készült krónikák olyan bűncselekményekkel vádolták, mint amilyen a hamis eskü vagy az emberölés, nem említenek semmilyen, ezeket az eseményeket bizonyító körülményeket. A mai történelmi felfogás szerint Stigand minden hájjal megkent politikus, vagy/és lényegtelen püspök volt, egy másik szemlélet szerint csak az egyházmegyékkel kapcsolatban elkövetett hibáiból ítélik meg. Frank Stenton történész úgy érezte, hogy pályafutása egésze alapján lényegében politikus volt. Ezzel ellentétben Nick Higham történész azt mondja, hogy „Stigand egy érdekes politikus volt, aki karrierjét a hatalmi egyensúly figyelemmel kísérésével tudta kiépíteni”. Eric John szerint „Stigandot nyugodtan lehet az egész kereszténység legrosszabb püspökének nevezni”. Azonban Frank Barlow úgy gondolja, hogy „a kulturális ízlések embere volt, a művészetek támogatója, aki bőkezűen viselkedett kolostorai irányában”.

## Fordítás
- Ez a szócikk részben vagy egészben  a   Stigand című angol Wikipédia-szócikk ezen változatának fordításán alapul.  Az eredeti cikk szerkesztőit annak laptörténete sorolja fel. Ez a jelzés csupán a megfogalmazás eredetét és a szerzői jogokat jelzi, nem szolgál a cikkben szereplő információk forrásmegjelöléseként.

## További olvasmányok
- Barlow, Frank (1958). „Two Notes: Cnut's Second Pilgrimage and Queen Emma's Disgrace in 1043” (fee required). The English Historical Review 73 (289), 649-656. o.
- John, Eric (1979). „Edward the Confessor and the Norman Succession” (fee required). The English Historical Review 96 (371), 241-267. o.
- Dodwell, C.R.; Anglo-Saxon Art, A New Perspective, 1982, Manchester UP, ISBN 071900926X